# Рудольф Герман Лотце
Рудольф Герман Лотце (нім. Rudolf Hermann Lotze; 21 травня 1817, Баутцен — 1 липня 1881, Берлін) — німецький філософ, лікар, натураліст.

## Біографія
Народився 21 травня 1817 в Бауцені в сім'ї військового лікаря. Закінчив гімназію в Ціттау. Вивчав медицину і філософію в Лейпцизькому університеті. Там же отримав ступінь доктора медицини. Із 1842 року був професором філософії в Лейпцигу, в 1844—1881 роках — у Геттінгені, з 1881 року — в Берліні. Основні роботи були написані в Гейдельберзі. Лотц неодноразово друкувався у французькому журналі «Філософський огляд» («Revue philosophique») під редакцією академіка Теодюля Рібо.

## Внесок у науку
У «Медичній психології» («Medizinische Psychologie oder Physiologie der Seele», 1852) та інших спеціальних працях з медицини та фізіології відстоював деякі положення механістичного матеріалізму і критикував віталізм.
У філософських працях «Мікрокосм» («Mikrokosmus. Ideen zur Naturgeschichte und Geschichte der Menschheit», томи 1-3, 1856—1864, російський переклад, частини 1-3, 1866—1867), «Система філософії» ("System der Philosophie ", 1874—1879) та інших розвивав ідеї об'єктивного ідеалізму, близькі до вчення про монади Г. Лейбніца.
У логіці теорії та пізнання Лотц ввів телеологічне поняття «значущості» (Geltung) як специфічну характеристику розумового змісту. Аналогічно цьому в етиці Лотц ввів поняття «цінності» (Wert). У свій час був найвідомішим філософом і натуралістом в Німеччині і ще в перше десятиліття XX століття вважався найбільш значним філософом після Гегеля.
Одним з учнів і продовжувачів ідей Лотц був Карл Штумпф.